# Imigração italiana em São João del-Rei
A imigração italiana em São João del-Rei refere-se ao movimento migratório de italianos para a cidade de São João del-Rei, em Minas Gerais, ocorrido principalmente entre o final do século XIX e as primeiras décadas do século XX. Diferentemente de outros centros, a presença de imigrantes em São João del-Rei foi motivada tanto pela necessidade de mão de obra quanto pelo desejo de "embranquecimento" da nação e de reascender a economia local, que havia arrefecido após o ciclo do ouro.

## Contexto
A imigração italiana em Minas Gerais, de forma mais ampla, está ligada ao fim do tráfico negreiro (1850) e à abolição da escravatura (1888), que geraram a necessidade de substituição da mão de obra escrava pela força de trabalho assalariada. A Itália, por sua vez, passava por dificuldades econômicas, miséria, desemprego e crise no campo após a Unificação Italiana de 1871, o que estimulou um grandioso processo migratório.
O estado de Minas Gerais, apesar de possuir a maior população do Brasil no século XIX e, em tese, mão de obra suficiente, via na imigração europeia uma solução para o problema da mão de obra nas lavouras de café e um meio de desenvolver a agricultura local com técnicas mais eficientes, além de ser influenciado pelo sucesso da imigração em São Paulo. Adicionalmente, havia uma forte crença na época na superioridade racial do europeu e na inferioridade do trabalhador nacional (especialmente o afrodescendente), o que impulsionava a ideia de um "branqueamento" da sociedade brasileira. Os imigrantes eram vistos como "agentes do progresso" e da modernidade.
Para São João del-Rei, a atração de imigrantes não se justificava por uma grande lavoura de exportação ou por estar desabitada. Em vez disso, a motivação principal era o desejo de reascender a economia local e o prestígio da cidade, que havia declinado pós-mineração. Políticos locais, como o Aureliano Mourão e Severiano Nunes de Rezende, empenharam-se para que São João del-Rei tivesse uma hospedaria de imigrantes, filial da de Juiz de Fora, e para a aquisição de terras na Várzea do Marçal para a construção de casas para os colonos.

## Várzea do Marçal: núcleo colonial de São João del-Rei
A hospedaria de imigrantes em São João del-Rei foi inaugurada em 28 de novembro de 1888. Entre 1888 e 1901, 68.474 imigrantes italianos entraram em Minas Gerais. Somente em 1888, 639 imigrantes italianos chegaram a São João del-Rei, a maioria em famílias, vindos predominantemente do Norte da Itália, especialmente das províncias de Bolonha (203), Ferrara (200) e Verona (126). Cerca de 86% foram destinados ao núcleo colonial na Várzea do Marçal, enquanto outros foram contratados por fazendeiros ou se estabeleceram no comércio da cidade. O núcleo colonial ficou conhecido como "colônia Bolonha-Ferrara" devido à predominância de emilianos.
No entanto, a implementação do núcleo colonial em São João del-Rei enfrentou consideráveis dificuldades iniciais. Os imigrantes encontraram galpões mal construídos em vez de casas, falta de utensílios domésticos e víveres estragados. Houve surtos de varíola, levando à transferência da hospedaria para o bairro de Matosinhos. Essa situação gerou descontentamento, com relatos de imigrantes ameaçando a cidade, embora as fontes indiquem que esses incidentes foram exagerados pela imprensa local, que os utilizava para fins políticos.
Apesar dos problemas, o governo provincial decidiu manter o núcleo, ordenando a construção de casas e assistência agrícola para os colonos. A produção inicial incluía frutas, verduras, flores e bordados, vendidos no Mercado Municipal. Relatórios de 1896 e 1898 indicaram um crescimento na produção agrícola e manufatureira (telhas e tijolos), além de um aumento no número de colonos, incluindo brasileiros que se mudaram para as colônias.
Os Registros Torrens revelaram que muitos imigrantes, após receberem os lotes do Estado, os revenderam a outros italianos ou brasileiros, o que alterou a configuração social da colônia. As colônias em Minas Gerais, ao contrário das do Sul do Brasil, não eram formadas exclusivamente por estrangeiros e acabaram sendo absorvidas pelas áreas urbanas à medida que as cidades cresciam.

## Inserção na sociedade são-joanense
Com as dificuldades no núcleo colonial, muitos imigrantes se mudaram para a área urbana de São João del-Rei. Nas cidades, eles se inseriram em diversas atividades, muitas vezes em ofícios que já exerciam na Itália, como sapateiros, marceneiros, barbeiros e alfaiates. Tornaram-se também proprietários de pequenos estabelecimentos comerciais que vendiam produtos secos e molhados, tanto nacionais quanto estrangeiros, para atender tanto a comunidade imigrante quanto a população local.
Os impostos prediais indicam um aumento significativo de propriedades em posse de italianos ou seus descendentes. Em 1901, cerca de 3% das residências da cidade pertenciam a eles, subindo para 9% em 1908. Ruas como Cristóvão Colombo, Paulo Freitas e Avenida Carneiro Felipe (atual Tancredo Neves) concentravam essas famílias, muitas das quais possuíam mais de um imóvel.
A Companhia Industrial São-joanense, fundada em 1891, foi um importante empregador. Cerca de 30% dos 200 primeiros operários eram italianos ou seus descendentes, sendo 54% deles mulheres, ocupando principalmente funções de fiação e tecelagem. A Estrada de Ferro Oeste de Minas também empregou muitos imigrantes, inclusive fornecendo serviços de extração de madeira para dormentes e lenha.
Dentre os profissionais notáveis, destaca-se André Bello, fotógrafo premiado, natural da província de Salermo, Itália, que estabeleceu seu ateliê em São João del-Rei por volta de 1906. Ele também foi tesoureiro da comissão de donativos para vítimas de catástrofes na Itália e, em parceria, fundou o cinematógrafo Ítalo-Brasileiro.

## Identidade e assimilação cultural
A identidade italiana no contexto da emigração era complexa, pois a Itália era um estado recém-unificado (1870), e os imigrantes muitas vezes se identificavam mais com suas regiões de origem (vênetos, calabreses, sicilianos) do que como "italianos". No entanto, ao chegarem ao Brasil, os brasileiros os viam indistintamente como italianos, o que contribuiu para o enfraquecimento das identidades regionais e o fortalecimento de uma identidade nacional italiana entre os imigrantes.
A Società Italiana Figli del Lavoro (Filhos do Trabalho) de São João del-Rei desempenhou um papel crucial na preservação da identidade italiana, organizando festividades e comemorações que acionavam símbolos do nacionalismo italiano. Eventos como o 7 de setembro (com Garibaldinos e alegorias com as bandeiras italiana e brasileira), o 20 de setembro (data da unificação italiana), a celebração fúnebre pela morte do Rei Humberto I em 1900, e campanhas de arrecadação de fundos para a Itália em momentos de catástrofes ou guerras (como o terremoto na Sicília e Calábria em 1909 ou a Guerra Ítalo-Turca em 1911-1912), mantinham viva a conexão com a pátria de origem e reforçavam a identidade do grupo. A presença constante da bandeira brasileira ao lado da italiana nessas celebrações simbolizava a interação e a redefinição dessa identidade em terras estrangeiras.
A interação com a sociedade local foi intensa e multifacetada. Processos criminais revelam que festas, jogos de azar e o consumo de bebidas (inclusive a cachaça, bebida brasileira) eram comuns entre imigrantes e locais nas colônias e no meio urbano. A presença de um italiano como Inspetor de Quarteirão, Luigi Giarola, demonstra a inserção e o reconhecimento de alguns imigrantes na estrutura social local. Houve também uma mudança nos padrões alimentares, com a disseminação de padarias italianas e a incorporação do pão e massas na dieta local. A participação conjunta em festividades brasileiras, como o carnaval, também indica a apropriação cultural mútua.

## Legado
Apesar da rica história de interação, a falta de renovação do grupo de imigrantes italianos em São João del-Rei (o fluxo não foi contínuo após a instalação inicial) e o fato de serem minoria em comparação com a população local, levaram ao gradual desaparecimento de suas manifestações culturais mais proeminentes. Os italianos e seus descendentes se integraram à sociedade local, perdendo parte de seus costumes enquanto incorporavam novos hábitos.
Atualmente, o legado da imigração italiana em São João del-Rei se manifesta principalmente nos sobrenomes de muitas famílias da cidade e nos nomes de algumas ruas, especialmente nas proximidades das antigas colônias.